# Szerokodziób długosterny
Szerokodziób długosterny (Psarisomus dalhousiae) – gatunek średniej wielkości ptaka z rodziny szerokodziobów (Eurylaimidae). Zasiedla niższe partie Himalajów oraz południowo-wschodnią Azję aż po Indonezję. Nie zagraża mu wyginięcie.

## Taksonomia
Gatunek opisany po raz pierwszy w roku 1835 przez Roberta Jamesona jako Eurylaimus dalhousiae. Monotypowy rodzaj Psairomus, którego szerokodziób długosterny jest jedynym przedstawicielem, utworzył w roku 1837 William Swainson. Stopień pokrewieństwa pięciu wyróżnianych podgatunków nie jest jasny i wymaga dalszych badań.

## Morfologia
Długość ciała wynosi 23–26 cm, zaś masa ciała 64–67 g; najlżejszy podgatunek borneensis waży ok. 52,8 g. Dalsze wymiary dla okazów z Muzeum Brytyjskiego: skrzydło – ok. 10,6 cm, ogon – 13,7 cm. Na głowie czarna czapeczka, w środku niebieska. Z boku karku żółta plama. Pozostała część głowy żółta. Plamka nad nozdrzami niebieska. Wierzch ciała zielony, lotki czarne, u nasady niebieskie. Ogon długi (do czego odnosi się również nazwa angielska, Long-tailed Broadbill), niebieski. Spód ciała jasnozielony. Tęczówka zielona do szarobrązowej. U podgatunku divinus sterówki i wierzch ciała jaśniejsze, u psittacinus skrzydła i ogon krótsze, zaś borneensis mniejszy, z barwą ogona przypominającą bardziej ultramarynę.

## Podgatunki i zasięg występowania

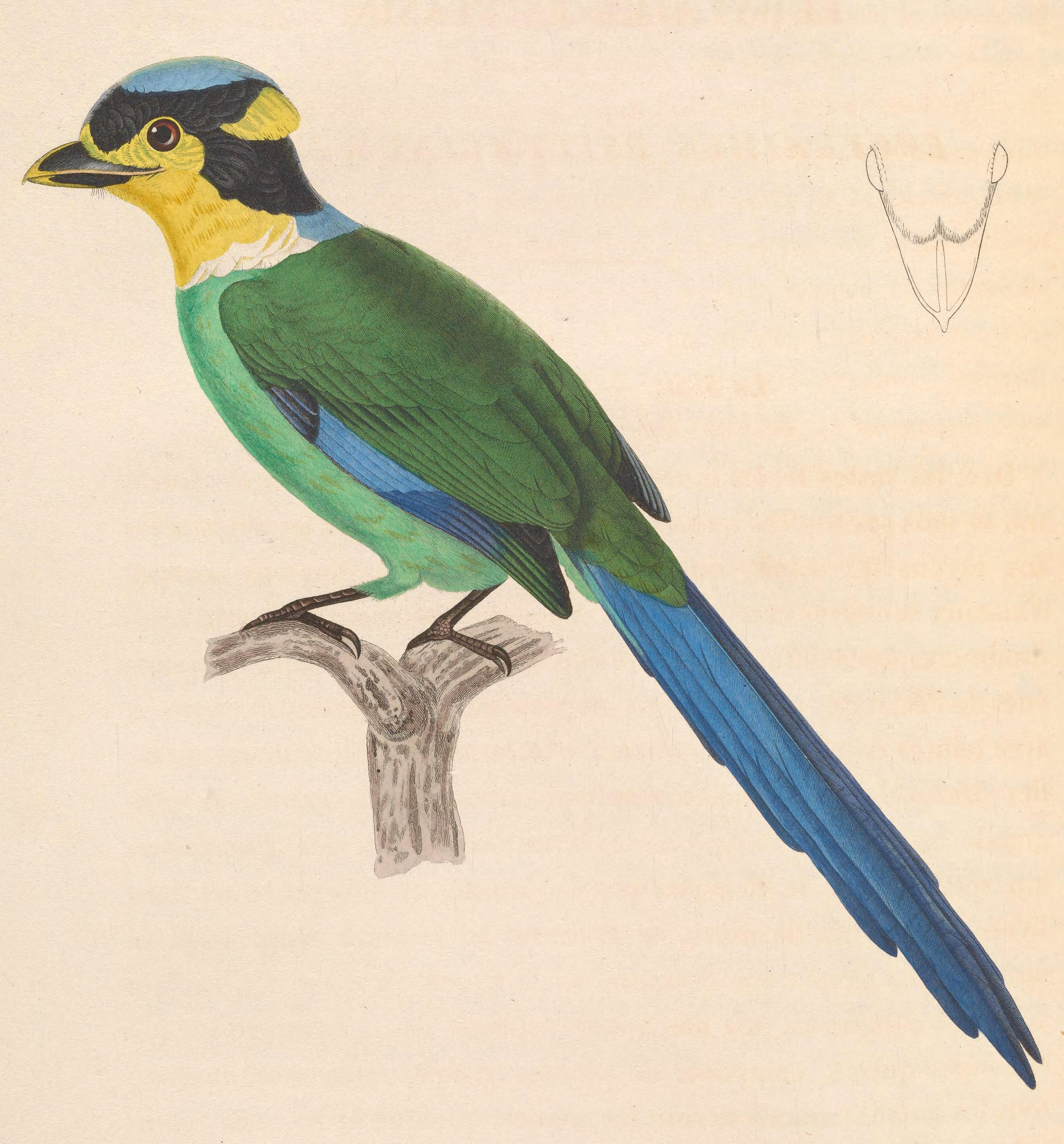
Podgatunek psittacinus; rysunek z roku 1838

Wyróżnia się następujące podgatunki:
- P. d. dalhousiae (Jameson, 1835) – północne Indie i Nepal do południowych Chin i centralnego Wietnamu
- P. d. cyanicauda Riley, 1935 – południowo-wschodnia Tajlandia i Kambodża
- P. d. divinus Deignan, 1947 – południowy Wietnam
- P. d. psittacinus (Müller, S, 1836) – Półwysep Malajski i Sumatra
- P. d. borneensis Hartert, E, 1904 – północne Borneo

## Środowisko
Środowisko życia stanowią lasy różnych rodzajów, w tym lasy wiecznie zielone, mieszane (także z obecnością sosen, Pinus), kserofityczne oraz z dużą liczbą bambusów. W Indiach spotykany na wysokości 600–1200 m n.p.m., W Nepalu 275–1340 m n.p.m., na Półwyspie Malajskim 700–2500 m n.p.m. oraz 900–1700 m n.p.m. na Borneo.

## Zachowanie
Poza okresem lęgowym przebywa w hałaśliwych grupach liczących około 15 ptaków, niekiedy nawet 40. Grupy lub pary tych ptaków mogą przyłączyć się do żerujących wielogatunkowych stad. Odzywa się seriami głośnych, ostrych gwizdów. Żywi się bezkręgowcami, odnotowano prostoskrzydłe (Orthoptera), cykadowate (Cicadidae), chrząszcze, karaczany (Blattodea), duże mrówki, gąsienice i pająki. Jednokrotnie odnotowano zjedzenie dwóch małych żab. Żeruje w podszycie i runie.

## Lęgi
Okres lęgowy w Indiach trwa od marca do sierpnia; w Birmie raz odnotowano świeże zniesienie w kwietniu, prawdopodobnie był to rzadko występujący drugi lęg, wyprowadzony wskutek utraty pierwszego. W Tajlandii i na Sumatrze gniazduje od lutego do sierpnia, od lutego do maja na Półwyspie Malajskim, zaś na Borneo lęgi rozpoczynają się w marcu, nie jest znany miesiąc ich zakończenia. Gniazdo budują oba ptaki z pary, niekiedy pomocnicy lęgowi; budowa trwa około 3 tygodni. Ma ono kształt gruszki, ze zwisającym „ogonem” z roślinności. Budulec stanowią pnącza, wąsy czepne, martwe liście, korzenie, włókna palmowe, liście i łodygi paproci, wątrobowce (Marchantiophyta) oraz mchy. Wyściółkę stanowią zielone liście, w tym bambusowe, niekiedy wymieniane w trakcie inkubacji, oraz trawy. W lęgu 4–8 jaj, w Indiach zazwyczaj 5–6, na Półwyspie Malajskim 3. Oba ptaki z pary biorą udział w wysiadywaniu i opiece nad młodymi. Okres inkubacji nieznany, przypuszczalnie wynosi więcej niż 14 dni; szczegóły dotyczące opierzania się młodych także nieznane.

## Status i zagrożenia
Przez IUCN gatunek klasyfikowany jako najmniejszej troski (LC, Least Concern) nieprzerwanie od 1988 roku. Występuje na wielu obszarach chronionych, w tym w parkach narodowych. W północno-wschodniej części zasięgu liczebność maleje. W Bangladeszu prawdopodobnie wymarły, w Nepalu zasięg występowania nieregularny. W Tajlandii niekiedy osobniki młodociane łapane są celem trzymania ich w klatkach.